# Коровкино (Зубцовский район)
Коровкино — деревня в Зубцовском районе Тверской области. Входит в состав Вазузского сельского поселения.

## География
Находится в южной части Тверской области на расстоянии приблизительно 3 км по прямой на юг от районного центра города Зубцов.

## История
Деревня была отмечена еще на карте Менде (состояние местности на 1848 год). В 1859 году здесь (деревня Зубцовского уезда Тверской губернии) было учтено 10 дворов, в 1941—26.

## Население
Численность населения: 78 человек (1859 год), 40 (русские 92 %) в 2002 году, 25 в 2010.